# 압젤릴롭스키군

압젤릴롭스키군의 위치

압젤릴롭스키군(러시아어: Абзелиловский район)은 바시키르 공화국에 위치한 군이다. 1930년에 설치되었고 면적은 4,300km2이다. 중심지는 아스카로보(Аскарово)이다.
삼림이 우거져 있고, 볼쇼이키질강, 말리키질강, 얀겔카강, 사크마라강이 흐르고 있다.